# Дуска, Катерина
Катерина Дуска (греч. Κατερίνα Ντούσκα; греч. Katerine Duska; Монреаль, Канада) — греко-канадская певица и автор песен. Представительница Греции на 64-м песенном конкурсе «Евровидение».

## Биография
Дуска родилась и выросла в Монреале, Канада. Живёт в Афинах, Греция.
Она выпустила свой дебютный альбом в 2015 году под названием «Embodiment». В 2018 году она выступила с концертом в афинском Концертном зале, где она исполнила песни с дебютного альбома. в том же году ее песня «Fire Away» стала саундтреком канадской рекламы «Nescafé».
14 февраля 2019 года стало известно, что Дуска представит Грецию на песенном конкурсе «Евровидение-2019». В 1-м полуфинале «Евровидения» заняла 5-е место и прошла в финал песенного конкурса. В финале выступила под 13-м порядковым номером. По результату голосования жюри и телезрителей заняла 21-е место, набрав 74 балла. Катерине присудили оценку 12 жюри Кипра и оценку 10 жюри России.